# SN 2009jq
SN 2009jq – supernowa typu II-pec odkryta 9 października 2009 roku w galaktyce UGC 1919. W momencie odkrycia miała maksymalną jasność 17,90m.